# Józef Goliński
Józef Antoni Goliński (ur. 11 marca 1916 w Krakowie, zm. 18 lutego 2011 we Wrocławiu) – polski inżynier mechanik. Absolwent Politechniki Śląskiej i University of Toronto. 

## Życiorys
Żołnierz AK pseudonim "Orawa", dowódca I baonu Zgrupowania "Żelbet". W latach 1968–1972 pełnił funkcję dziekana Wydziału Inżynierii Środowiska Politechniki Wrocławskiej. Od 1971 profesor na Wydziale Inżynierii Sanitarnej Politechniki Wrocławskiej. W 1986 przeszedł na emeryturę. W 2009 wydano monografię jego współautorstwa pt. „Siłownie powietrznoparowe”. Odznaczony był między innymi: Krzyżem Kawalerskim Orderu Odrodzenia Polski (1974), Krzyżem Walecznych (1971), Srebrnym Krzyżem Zasługi z Mieczami (1971), Krzyżem Partyzanckim (1973), Medalem Zwycięstwa i Wolności (1948), Odznaką Grunwaldzką 
(1948), Medalem Zasłużony Nauczyciel PRL (1985). Został pochowany 24 lutego 2011 na cmentarzu Rakowickim w Krakowie.